# زیردریایی یو-۶۶۱
زیردریایی یو-۶۶۱ (به انگلیسی: German submarine U-661) یک زیردریایی است که طول آن ۶۷٫۱ متر (۲۲۰ فوت ۲ اینچ) می‌باشد. این زیردریایی در سال ۱۹۴۱ ساخته شد.